# 广安军
广安军，中国宋朝的行政区划——军。
北宋开宝二年（969年）分渠州渠江县、果州岳池县、合州新明县三县，以广土安辑之意设广安军，属于梓州路，治所在渠江县（今四川省广安市），崇宁时户四万七千五十七，口一十一万一千七百五十四。南渡后，增和溪县。南宋淳祐三年（1243年），城大良平为治所。宝祐末年，归元朝。景定初年，宋朝复取。咸淳二年（1266年），改名宁西军。贡绢。元朝为广安府，明清为广安州。